# Віктор Арайс
Віктор Арайс (Віктор-Бернгардт Теодорович Арайс, латис. Viktors Arājs; 13 січня 1910, Балдоне, Курляндська губернія, Російська імперія — 13 січня 1988, Кассель, Гессен, ФРН) — латиський колабораціоніст, військовий злочинець. Творець і керівник так званої «команди Арайса», причетної до вбивств десятків тисяч мирних жителів, насамперед латвійських євреїв.

## Біографія

### До війни
Віктор Арайс народився у місті Балдоне Курляндської губернії (Російська імперія, нині Латвія). Його батько Теодор Арайс був ковалем й електромонтером. Мати Берта-Анна Буркевіц була дочкою багатого селянина. Обидва вони були родом із Бауського повіту. Німецьке походження матері стало приводом для конфліктів у сім'ї, оскільки батько Віктора не хотів чути вдома німецьку мову.
У 1914 році батька призвали до армії, оскільки почалася Перша світова війна, і більше до сім'ї не повернувся. Він приїхав до Латвії після революції через Китай з новою дружиною-китаянкою. Батьки Віктора розлучилися у 1927 році. За відомостями Віктора, батька розстріляли комуністи після Другої світової війни.
Під час війни будинок Арайсів у Балдоне було зруйновано. Мати Віктора, він сам і сестра Ельвіра стали біженцями. В автобіографії, написаній Арайсом 7 січня 1941 року при вступі до університету під час Радянської влади у Латвії, він підкреслював свою бідність і страждання. Він стверджував, що мати працювала у Ризі на фабриці, а він сам вештався на вулиці. Після серпня 1917 року сім'я вирушила до Цодської волості, де жили дід і бабця. Батьки матері були власниками господарства розміром 160 га. У Цоді сім'я жила до смерті діда та бабки у 1926 році, потім переїхала до Єлгави.
З 15 років Віктор почав працювати — спочатку наймитом, потім сільськогосподарським робітником. У 17 років закінчив школу у Єлгаві, потім гімназію. Навчався він старанно й отримував стипендію 30 латів на місяць.
Після закінчення гімназії його призвали на термінову військову службу та зарахували до Відземського артилерійського полку, завдяки наявності освіти отримав звання капрала. Після демобілізації він вступив на юридичний факультет Латвійського університету та «Леттоніо» — найвідомішої студентської корпорації Латвії.
Одночасно з навчанням він змушений був шукати роботу, оскільки стипендії йому не вистачало на життя та влаштувався у поліцію. Поєднувати роботу у поліції з навчанням йому було важко й у 1935 році, закінчивши поліцейську школу, він отримав посаду у Кегумсі, а потім у Заубській волості. Там він у 1936 році одружився з дочкою господині магазину Зельме Зейбот. У поліцейській кар'єрі він досяг звання лейтенанта та посади наглядача.

### У радянський період
У 1940 році, коли Латвію включили до складу СРСР, Арайс знову вступив до університету. Склавши всі іспити, включно з іспитом з марксизму-ленінізму, він отримав диплом як радянський юрист. Згодом на суді над ним він стверджував, що повірив у комунізм. Андрієвс Езергайліс вважав, що Арайс міг збрехати сподіваючись на поблажливість суддів, але зазначив той факт, що Арайс прагнув зробити кар'єру за радянської влади.
Водночас Арайс стверджував, що після масових арештів супротивників радянської влади у Латвії його переконаність у комунізмі зникла. Після арешту адвоката, у якого Арайс почав працювати, він поїхав до села, а згодом створив антирадянський партизанський загін. Езергайліс зазначив, що дані про цей період у житті Арайса засновані лише на його власних свідченнях і підтвердити їх неможливо. При цьому залишається незрозумілим, коли він пішов до партизанів — до приходу німців чи після. На думку Езергайліса, багато хто таким шляхом намагався уникнути звинувачень латиських націоналістів через свою діяльність у період радянської влади у Латвії.

### У німецький період
На суді Арайс стверджував, що ще до приходу німців він створив загін із 400—500 осіб, з яким захопив ризьку префектуру (за радянських часів будівлю НКВС). Езергайліс, посилаючись на думку емігрантів, вважав малоймовірним партизанське вторгнення до Риги з таким загоном 1 липня 1941 року та те, що колишні латвійські військові могли зібратися у префектурі самі. Насправді цього дня близько полудня начальника айнзатцгрупи «А» Вальтера Шталекера, який прибув до будівлі, зустрів саме Віктор Арайс.
Однією з нагод для Арайса було те, що в одному з німецьких офіцерів, які супроводжували Шталекера, він впізнав свого однокашника по гімназії й армійського товариша по службі остзейського німця Ганса Дреслера. Це стало приводом для знайомства Арайса зі Шталекером. Вже 2 липня Арайс знову зустрівся Шталекером і тоді, за припущенням Езергайліса, отримав від нього дозвіл на створення поліцейського формування. Потім він зайняв приміщення корпорації «Леттонія» та взявся за формування загону, який пізніше став відомим як «Команда Арайса».
Арайс вербував у свою команду як колишніх військових, айзсаргів та поліцейських, так і студентів і навіть школярів. Більшість із них мали родичів, які постраждали від радянської влади. 4 липня команда Арайса спалила Велику хоральну синагогу на вулиці Гоголя.
У перші дні окупації команда Арайса займалася арештами євреїв, пограбуваннями та погромами. Сам Арайс, за свідченнями очевидців, займався здирством грошей у заарештованих, погрожуючи розстрілом; тих, хто не міг заплатити, розстрілювали відразу, решту — дещо пізніше.
До кінця липня 1941 року латиська допоміжна поліція у Ризі вже налічувала понад сотню людей. Надалі чисельність «команди» було доведено до кількох батальйонів, командирами яких стали близькі друзі Арайса. З 6 липня «команда Арайса» перейшла від спонтанних акцій до систематичного знищення євреїв — їх розстрілювали вранці у Бікернієцькому лісі на околиці Риги.
8 грудня 1941 року вони провели розстріл дітей, які перебували у лікарні на вулиці Лудзас, під приводом, що більшість з них були євреями. Сам Арайс брав активну участь у розстрілах і вимагав того ж від своїх підлеглих.
У 1942 році Арайс отримав звання майора, а команду переводять на схід для боротьби з партизанами та навіть для фронтових операцій. У липні 1943 року його нагородили хрестом «За військові заслуги» 2-го ступеня з мечами, у грудні — Залізним хрестом 2-го ступеня.
Підрозділи команди Арайса також були залучені як зовнішня охорона концтабору Саласпілс під Ригою та Юмправмуйже. Деякі з офіцерів «команди» перейшли на службу у підрозділи, які обслуговували концтабір. З початком комплектування латиських «добровольчих» дивізій Ваффен-СС (15-а та 19-а) на «команду Арайса» були також покладені завдання з вилову «добровольців» і стратам тих, хто найактивніше ухиляються.
На сайті МЗС Латвії сказано, що «загін під командуванням Вікторса Арайса (команда Арайса) проіснував найдовше та заслужив найбільшу чорну славу».

### Наприкінці війни
Після розформування латиського СД Арайса направили до Німеччини, де навчався в офіцерській школі Бадтольце, потім у Гісторові. Служив у Латиському легіоні. Наприкінці лютого 1945 року отримав призначення командиром 1-го батальйону 34-го полку 15-ї гренадерської дивізії СС, проте через тиждень його усунули через некомпетентність. Наприкінці війни опинився у Данії, а в момент капітуляції Німеччини — дорогою до Любека. Там він переодягнувся у цивільний одяг і спалив документи.

### Після війни
Після війни Арайс потрапив до британської зони окупації. Проти нього велося розслідування, щодо якого на суді Арайс стверджував, що його виправдали у справі Ризького гето. Насправді британці цієї справи не закінчили і в жовтні 1949 року суд Гамбурга видав ордер на арешт Арайса за місцем його перебування у таборі у Брауншвейзі, але він зник. Його зникнення породило серед латиської еміграції підозри у тому, що Арайс став співпрацювати з англійськими спецслужбами, що й допомогло йому тікати. Однак підтверджень співпраці Арайса зі спецслужбами історики не виявили.
У Німеччині Арайс видавав себе братом своєї дружини та взяв її прізвище, фігуруючи як Віктор Зейботс. З посольства Латвійської Республіки в Лондоні, яке продовжувало існувати після проголошення Латвійської РСР, він отримав латвійський паспорт. "Парадокс, але цей факт був згаданий у радянській пропагандистській брошурі «Політичні біженці без масок» («Politiskie bēgļi bez maskas») і фільмі аналогічного напряму «Оборотні» («Vilkači», 1963), проте ніхто у західних спецслужбах на це не клюнув, — сказав латвійський історик Улдіс Нейбургс.
З 1950 року Арайс жив у Франкфурті, де працював у «Нойє прессе» наборщиком у друкарні.
На початку 1960-х років німецькі органи правопорядку вичерпали спроби знайти злочинця та передали справу до архіву. Проте влада ФРН заарештувала його 10 липня 1975 року за заявою співвітчизника, Яніса Едуарда Зірніса. Це колишній член команди Арайса, який залишив її, рік провів у Ризькій Центральній в'язниці, піддавався тортурам, а потім у ході депортації цивільного населення з Прибалтики опинився у Німеччині. Там він став закликати співвітчизників до каяття і взяв на себе роль мисливця за нацистами, називаючи сам себе «психічним калікою». «Латиші, у яких збереглася хоча б крихта честі та самосвідомості, повинні викрити своїх військових злочинців, які все ще перебувають на волі […] Через цих хлопців, які творили брудні справи, честь і мораль латишів були заплямовані», — закликав Зірніс. Він передав прокурору Штутгарта вдячну заяву про те, що щодо Віктора Арайса нібито провели акцію відплати, він був вбитий. Оскільки йшлося про серйозний злочин, справу Арайса витягли з архіву та доручили розслідування гамбурзькому прокурору Лотару Клемму, який мав на рахунку кілька результативних процесів над нацистськими злочинцями. Вивчаючи матеріали старих кримінальних процесів, прокурор знайшов свідчення про чутки, що Арайс проживає у Франкфурті під дошлюбним прізвищем дружини. Цим свідченням свого часу не надали значення, проте Клем віддав розпорядження поліції провести перевірку. Арайса швидко знайшли та заарештували.
Спочатку він відмовлявся визнати свою особистість, але вже на другому колі допитів зізнався. Звинувачення йому було висунуто 10 травня 1976 року, суд розпочався 7 липня того ж року. За 199 судових сесій під вагою доказів 21 грудня 1979 року його засудили до довічного ув'язнення. Вирок оголосили 21 грудня 1979 року.
В останні роки ув'язнення Арайс мав право залишати в'язницю та відвідувати свою подругу у Франкфурті. Повертаючись від неї у черговий раз, він помер 13 січня 1988 року від серцевого нападу у в'язниці міста Кассель.